# 合唱のためのコンポジション
合唱のためのコンポジション（がっしょうのためのコンポジション、英：Composition for Chorus）は、日本の作曲家間宮芳生が1958年から2007年にかけて作曲した合唱曲のシリーズ。間宮が2024年に死去したため全17曲で完結したが、第8・9番のみ未出版となっている（第13番は下記の理由により入手困難）。

## 概要
コンポジション (composition) とは「作品」、または（作曲家による）「構成」という意味を持つ。当初は日本の伝統音楽、特に民謡やわらべうたが作品構成にあたっての中心であったが、やがて間宮は日本国外の音楽に重きを置くようになった。
長年に亘る世界各地の伝承音楽の研究は、スカンジナビア半島のヨーイクと呼ばれる民謡や、アメリカ・インディアンや古代アルメニアの口承詩、ジャズ、そして仏教音楽をコンポジションシリーズに取り込むきっかけとなった。
番号の数え方としては主として、「合唱のためのコンポジション△」（△はローマ数字）と、「合唱のためのコンポジション第○番」（○はアラビア数字）の2通りがある。第4番（1963年）の頃まではナンバリングが行われていなかったようであるが、1965年、音楽之友社が「合唱名曲コレクション」の一部として第1番、第3番をそれぞれ出版した際に、前者が採用された。第2番は初演時「混声合唱と打楽器のためのコンポジション」というタイトルであり、番号は入っていなかったのだが、『音楽芸術』の付録に掲載された際（1966年）に、「合唱のためのコンポジションNo.2」と名づけられている（後年、同コレクションに収録されるにあたって「合唱のためのコンポジションII」となった）。一方、「第○番」という呼び方は、少なくとも「第6番」の初演演奏会までさかのぼることができる。全音楽譜出版社（第4番から第7番、第15番から第17番を刊行）やカワイ出版（第10番から第12番を刊行）もこの形式を採ったため、呼称の不統一が生じることとなった。ただし、作曲家自身は音楽之友社からの出版作品も含めて後者で呼称し続けている。この項では後者に統一する。
間宮は、「合唱のためのコンポジション」を歌うためのエチュードを目的として、「Etudes for Chorus」という曲集を作っている。本稿ではこれについても述べる。

## 個々の作品について

### 第1番
曲の概説と背景、その影響
初演時は「混声合唱のためのコンポジション」として発表。1958年作曲。4楽章から成る無伴奏混声合唱曲だが、第1楽章のみがテノールとバリトンのソロを伴う無伴奏男声合唱曲である。日本民謡から抽出された囃子詞が作品の材料となっている。
日本民謡に興味を持っていた間宮がこの分野の研究に本格的に取り組むようになったのは、民謡による新作を求めていた声楽家内田るり子との出会いによってであった。NHK音楽資料室に毎週通い、民謡のレコードを聴きながら曲を選び出す作業を行っていた。1955年から断続的に編曲され、後に「日本民謡集」第1集～第5集としてまとまることになる（なお、彼女の没後に第6集も生まれた）。
選曲と編曲を行いながら、間宮は独自に、民謡についての研究を始めた。その研究とは、日本民謡の詞の形や旋律構造、形式、および民謡に登場する囃子詞を調べ、分析、分類していく作業であった。1957年には『音楽芸術』（音楽之友社）上で「日本民謡におけるリズム」という論文を発表している（全音楽譜出版社の『日本民謡集』巻末に収録）。この民謡研究は中途で挫折してしまうのだが、囃子詞の面白さに惹かれた彼は、東京混声合唱団（以下、「東混」と略称）の委嘱を機に民謡の編曲ではなく、囃子詞を素材とする合唱曲を作るという、当時としては画期的であったアイデアにたどりつく。彼にとっての初めての合唱作品はこうして生まれた。
初演は「面白すぎる」という非難を受けるほどの成功をおさめ、東混は以後この曲を「持ち歌」として数多くの再演を重ねていくことになる。アマチュア合唱団もコンクールや定期演奏会で進んで採り上げ、東混委嘱作品としては最も人気が高い作品となった。
この作品の、作曲家への影響は限定的なものであった（囃子詞を素材にする作品が乱作される状況にはならなかった。一方、民謡編曲は、日本の合唱界のそれへの需要が高かったことから逆の結果となった）が、この作品の数年後に生まれた外山雄三の「歴落」は数少ない影響例と言えるだろう。
内容
- 第1楽章は江戸と新潟の木遣による。ア行、ハ行、ヤ行などの開放的な響きのハヤシコトバがほとんどを占める。テノールパートの合唱（東混が歌唱したCD――ビクターから発売――ではあえてヘテロフォニー風にリズムをずらしているが、実際にはユニゾン）から始まり、ソロとコーラス、あるいはテノール、バリトン各ソロの掛け合いによって進行する。この楽章もそうであるが、「合唱のためのコンポジション第1番」においては全体的にテノールソロの比重がバリトンソロよりも高く（女声ソロは登場しない）、彼の出来不出来が曲の成功に大きく関わる。

- 第2楽章は口唱歌(くちしょうが)（太鼓）や、青森県の八戸地方に伝わる「代掻き唄」が素材の中心であり、他に「田の草取唄」などが引用されている。前楽章の母音重視とは打って変わって、ここでは子音、特に濁音が多くを占め、はっきりとした拍節が特徴となっている。ここでもテノールソロが登場する。

- 第3楽章は子守唄やわらべうたのスタイルをとった、緩―急―緩の三部構成。「急」は東北地方のわらべうた「てでぼこ」などから引用されたものであり、女声のみで歌われる。ナ行、ラ行の音が中心。

- 第4楽章は神楽の形式で、再び口唱歌を伴う。今度は太鼓だけでなく鼓(つづみ)や笛の口真似も混じって色彩豊かになり、さらにテノールソロが花を添える。Prestoにおいては全員が口唱歌を展開しながら、ソロが不確定な音程で裏拍を打つ（作曲家が多くの作品に取り入れたジャズの影響はここでも明らかである）。最後はテノールソロもしくは指揮者によるシュプレヒシュティンメで幕を閉じる。なお最後の句は、東京都小河内の鹿島踊の「三番叟」からの引用である。

初演は岩城宏之が指揮。この作品により間宮は第13回文化庁芸術祭奨励賞、毎日音楽賞を受賞した。2番と合わせて音楽之友社より出版されている。

### 第2番
1962年に、混声合唱、フルート、打楽器のために書かれた1楽章の作品。打楽器奏者は4人必要。初演時のタイトルは「混声合唱と打楽器のためのコンポジション」。田中信昭指揮により東京混声合唱団が初演した。1番と合わせて音楽之友社より出版されている。
第1番の第1楽章と同じく、テノール合唱による木遣のスタイルから始まるが、前作と異なりユニゾンではなく8声に分かれてヘテロフォニーを形成する。この部分では拍子記号がなく、歌詞がアルファベットで記載され、音韻的な要素の強いものとなっている。間宮はこの作品を書くにあたって、ルイジ・ノーノを参考にしたという。打楽器が入ると拍子記号が書かれ、フルート、合唱の残りのパートも登場する。歌詞の多くはやはり囃子詞で形成されているが、第1番に比べて、民謡以外の日本のさまざまな民俗芸能が多く取り入れられているのが特徴であり、ここでは歌詞は2通りの書き方、すなわちアルファベットとカタカナで記載されている。日本各地に伝わる念仏踊に触発されている。
前作よりも難易度は高く、また5人の奏者を必要とするため実演回数は多くない。

### 第3番
1963年、無伴奏男声合唱のために書かれたもので、初演は翌年はじめに木下保指揮、慶應義塾ワグネル・ソサィエティー男声合唱団によって行われた。初演時のタイトルは「男声合唱のためのコンポジション」。初演と同じ年に、『音楽芸術』（音楽之友社）第22巻第10号付録として初出版。後に、同社の「合唱名曲コレクション」に収録された際に「合唱のためのコンポジションIII」とされている。
「艫（ろ）」「羯皷（かっこ）」「引き念佛」の3つの楽章から成る。演奏頻度は第1番と並ぶほどの高さであり、日本の男声合唱団が海外公演を行う際に、また海外の団体が日本で演奏する際に選ばれることが多い。また、「コンポジション」シリーズのなかでも録音に恵まれており、『Compositions for chorus 1958～'68』（ビクター／東京混声合唱団；LPのみ）、『日本合唱曲全集　間宮芳生作品集』（日本伝統文化振興財団／東京混声合唱団・東京放送合唱団）、『合唱名曲コレクション23』（東芝EMI／早稲田大学グリークラブ）、『合唱名曲コレクション44』（東芝EMI／AROUND SINGERS）、『日本の作曲・21世紀へのあゆみ20』（「日本の作曲・21世紀へのあゆみ」実行委員会／東京混声合唱団）がある。
作曲にあたって、間宮は自身の中学2年生の時のエピソードを参照した。当時、青森県の中学校でブラスバンドに所属していた彼は、慰問演奏のために同県の深浦町を訪れ、その際、深浦の漁師たちによる大謀網の様子を見学する機会を得た。そこで聞いた船頭の音頭と、それに応える漁師たちの歌に対する作者の感動が、この作品のきっかけとなったのである。音楽之友社より出版されている。
- 第1楽章「艪」は前述のエピソードが最も反映されている楽章である。2群に分かれた数人のテノールが音頭を取り、それ以外の三部合唱（テノール、バリトン、バス）が受けを務めるというかたちになっている。秋田県のハタハタ漁の唄（艪押し、および網起しの際のもの）が主要素材となっており、他に千葉県の漁村に伝わる、地引網の際の掛け声が使われている。合唱パートに頻出する、長3度ないしは4度内の3つの音は、作曲家が中学生の頃に聞いた僧侶たちの読経にヒントを得たものである。その歌い始めは各人によって音程がばらばらであったのだが、やがてホ、嬰ニ、イ音の3つの音へと収斂していったのだという。

- 第2楽章「羯皷」は3つの部分から成る男声四部合唱。最初、および最後では福島県相馬郡の田打唄が、中間部では東京都小河内の鹿島踊からの一部が歌われる。曲のタイトルは楽器の名前である（鞨鼓と書かれることが多い）。バリトンやバスの口唱歌による羯皷に乗って、テノール合唱およびテノールソリ、バリトンソリが鹿島踊の中の「三番叟」「さんころりん」を歌う。

- 第3楽章「引き念佛」は岩手県の鬼剣舞を主要素材とする。太鼓、ささらの口唱歌や、踊り手の囃子詞を伴いながら、念仏によって悪霊たちを鎮めてゆく勇壮な部分を前後に、彼らが成仏していく様子を真ん中に置くかたちである。

### 第4番「子供の領分」
NHKからの委嘱によって1963年、児童合唱と2管編成のオーケストラのために作曲。同年、森正指揮、西六郷少年少女合唱団、フィルハーモニア・オーケストラによって放送初演された。題名はドビュッシーのピアノ曲集（子供の領分を参照）からの借用であり、日本コロムビアから発売されたレコード「現代日本の音楽2」にChildren's Cornerと表記されていた。だが、全音楽譜出版社からの楽譜ではChildren's Fieldとなっている。同社からは合唱譜のみが一般発売されており、パート譜とオーケストラスコアはレンタル。
東京都内の小学生がその当時歌っていたわらべうたが曲の素材である。前3作に比べると、歌詞が現代的なのはもちろんのこと、囃子詞がなくなり、代わりに歌詞の意味性が前面に押し出されているのが特徴である。「ゆかいなうた」「なつかしいうた その1」「絵かきうた」「なつかしいうた その2」「FINALE」の全5楽章。元となったわらべうたは小泉文夫編『わらべうたの研究』（稲葉印刷所）に収録されている。作品の素材として用いられた歌は50以上にのぼる。
子供の合唱とオーケストラのためのコンチェルト・グロッソという着想をもとに作られている。オーケストラはわらべうたのエネルギーを一層生き生きさせるものとして駆使されていて、単なる伴奏に留まらず多くの部分で主役になっている。そのためたびたび依頼されたというピアノ伴奏版の作成は作曲家の意向により行われていない。

### 第5番「鳥獣戯画」
NHKの委嘱作品。1966年に同人グループ映像社(監督：松川八洲雄)によって製作された短編映画「鳥獣戯画」の音楽をもとに、演奏会用に作成されたものである。同年の10月6日に、作曲家の指揮で東京放送合唱団によって放送初演された。間宮は、この映画音楽、および合唱曲において、「声と音の身ぶりによって『可笑しさ』『わらい』をあらわすという新たな実験」を行ったと、自著『現代音楽の冒険』に書いている。その結果は、後半の楽章に特にうかがえる。彼は絵巻から、自分自身の「視覚的イメージ」（楽譜前書き）を得たようであるが、作曲中にそのイメージがだんだん絵巻そのものから離れていったとも明かしている。
混声合唱に、2人の打楽器奏者（鈴、数珠、竹鈴〔鳴子〕、木橦、桶胴、楽太鼓、拍子木、ギロ、シンバル、ボンゴ）とコントラバスを必要とする。コントラバスは、ピチカートやコル・レーニョの多用によって、旋律楽器としてよりも、むしろ打楽器に近い扱われ方をしている。いっぽう、歌詞の大部分は囃子詞であり、第3番までの路線を踏襲している。全音楽譜出版社により出版されている。
第1楽章は男声中心に書かれていて、女声は最後の2小節にしか登場しない。第1番、第2番と同じくテノールから始まる。歌われる素材は声明（東大寺修二会のもの）と囃子詞から成り、仏教音楽と、俗謡を混交させた野性的な世界が展開される。
第2楽章はテノールソロから始まり、しばらくは彼を中心にして曲が進行する。この楽章から基本的に囃子詞のみになる。ジャズを思わせるようなコントラバスの動きが特徴。愛媛県大洲市の田の草取唄がモチーフとなっている。
第3楽章は女声合唱から始まり、およそ50小節の間を、彼女らの鳥のような歌声が独占する。やがて、テノールソロが、次いで、2人のバスソロ、そしてテノール合唱が彼女らに割って入り込む。男たちの中の1人はからかい、また1人は喜び勇み、もう1人は誰かに足を踏まれたらしい。テノールたちは集団で走っているらしく、息が荒い。やがて、さまざまな種類の笑いと悲鳴が巻き起こる。
第4楽章は、冒頭からいきなり合唱団員全員が笑う。それも「はらのそこから」。“爆笑場面”はこの後も随時出てくる。その間に口唱歌が現れ、さながら第1番の終楽章のような華やかさを見せる。コーダでは前3楽章の素材が再現され、最後は威勢良く閉じる。なお、この楽章には、新潟県刈羽郡に伝わる綾子舞の小原木踊と、ウガンダに伝わるヒストリック・ソングが素材として用いられている。

### 第6番
1968年作曲。3楽章の無伴奏男声合唱曲（ただし最終楽章のみ拍子木を必要とする）であり、同年の東京六大学合唱連盟定期演奏会において、田中信昭と法政大学アリオンコールによって初演された。番号と副題は初演時から存在し、そのパンフレットにおいて作曲者は（第3番も「男声合唱のためのコンポジション」と名づけていたため）、「男声合唱のためのコンポジション第2番」とも呼んでいた。全音楽譜出版社により出版されている。
第3番に次いでよく演奏される（法政アリオンの定期演奏会に限っても、2011年現在、10回再演されている）。また、第2楽章はスウェーデンの男声合唱団オルフェイ・ドレンガーによって録音されている。日本の民俗音楽によるポリフォニーの様式を志向したという。
- 第1楽章は複縦線によって3つに分けられている。最初（練習番号4まで）と最後（練習番号8から）は、岩手県和賀郡岩崎村（現・北上市）の稗搗唄による。稗を搗く作業にあたって人を雇うのだが、その雇われた側からの唄である。最初の方では、「お前達（雇う側）は（我々が）稗搗きをしている間は（我々に）お世辞を言うけれど、搗いてしまえば『アバエ（＝アバヨ）』と戸を閉めてしまう」という内容が歌われる。最後の「にしねやま」は西根町や雫石町あたりにルーツを持つと作曲者は類推している。いっぽう、中間部（練習番号5から7）の囃子詞は、同県亀ヶ森村（現 花巻市）に伝わる田植踊の、「掻田打の唄」から引用されている。終盤（練習番号8）の、音高の不確定なかけ声（2箇所）は、作曲者のオリジナル。平成13年度・令和2年度全日本合唱コンクール課題曲。

- ゆったりとしたテンポの前楽章と対照的に、第2楽章はすこぶる快速（Presto）に、そして威勢良く始まる。青森県の八戸神楽の「権現舞」に登場する唄を主要素材としている。テノール、バリトン、バスそれぞれ2つに分割され、さらに3群のソリ（テノール・バリトン・バス）を必要とする。歌詞の間に、あるいは歌詞に割って入るかたちでかけ声が登場。符頭の×（この作品については音高を特定しないという意味。シュプレヒシュティンメとほぼ同義）が多用される。

- 第3楽章の最初の素材は、兵庫県三原郡南淡町（現・南あわじ市）にある亀岡神社の「風流踊り」から「花の踊」である。次いで、木場（東京都）の労働唄が、テノールソリと合唱パートのかけあいによって展開され、大分県南海部郡蒲江（現・佐伯市）の「大漁艪囃子」のかけ声に引き継がれる。全10ページ（出版譜）のうち、後半5ページの符頭がすべて×というユニークな楽章である。最後に2種類の締めくくりが用意されていて、歌い手はいずれかを選ぶことができる。楽譜上には明示していないが、作曲者は両方を選んでもかまわないとも書いている（CD『日本合唱曲全集 間宮芳生作品集』）。

この作品が作られたすぐ後に、第1番から第6番までがまとめて日本ビクターからレコードとして発売され、このレコードは第23回文化庁芸術祭賞を受賞した。

### 第7番「マンモスの墓」
第8番の翌年（1972年）、ニッポン放送芸術祭参加作品として作曲。初演は田中信昭指揮、ひばり児童合唱団により行われ、第27回文化庁芸術祭ラジオ部門大賞（合唱曲の部）を受賞した。全音楽譜出版社により出版されている。
3楽章から成る無伴奏児童合唱曲（3部合唱）である。環境問題をテーマとした作品で、第4番よりもいっそう歌詞の意味内容がはっきりとしている。また、それまでの「コンポジション」シリーズでは、歌詞がさまざまな素材から構成されていたが、この作品の第3楽章では例外的に1つのみ、それも作曲者が自らつくった詩が用いられている。この作品から、作曲者によるメッセージが表に現れるようになる。彼は、第7番以降の路線について、「内なる自然を失って暴走する人間、肥大化した文明への批判や、自然と人間との調和の恢復のねがいという主題」（『日本合唱曲全集　合唱のためのコンポジション』VICG-60151）が存在するとしている。
- 第1楽章(Allegro non troppo): 歌詞の大部分は、柳田國男『蝸牛異名分布表』によって示された、カタツムリの方言でのさまざまな呼称を、作曲者がそのまま、もしくは変形を加えて構成したものである。近代化によって、見かけることが少なくなったこの生き物を呼び返そうとしている。2音による単純なわらべうたが、やがて5声部によるトーン・クラスター風の和音へと発展していく。最後に、作曲者の子供の頃、友達の祖母から聞いたという昔話の主人公の名前が斉唱で歌われる。

- 第2楽章(Andante): 2つ（名古屋地域、山梨県）の子守唄に基づく。子守唄に登場するような環境、あるいはその唄そのものが失われようとしていることをほのめかしている。コーダの手鞠唄もそうした文脈で登場する。

- 第3楽章「マンモスの墓」(Allegretto): 詩の語り手がマンモスの墓参りをしに、「マンモス村」にある「マンモス寺」を訪れ、そこの和尚からこの動物が滅亡に至った話を聞くという体裁をとっている。マンモスは、あまりに巨大な体躯ゆえに食べても食べても空腹に悩まされ、ついには寝る時間をも食事にあてざるを得ず、そうして「寝不足」で死んだのだ。作曲者がこの話（「科学的には何の根拠もない笑い話」と明記しているが）を「肥大化した文明」になぞらえているのは言うまでもない。詩の語り手が「悲しい」話だと感じているのとは対照的に、音楽が一貫してユーモラスであるのは（マンモスが草を食む様子を数え歌で表すなど）、もちろんアイロニーを狙ってのことである。第1楽章と同じくわらべうたのスタイルを基調としており、共通のモティーフが随所に見られる。

### 第8番
1971年、日本プロ合唱団連合（二期会合唱団、日本合唱協会、東京放送合唱団、東京混声合唱団）の委嘱により作曲。3人の指揮者と3群の混声合唱を必要とする。初演では、田中信昭、宮本昭嘉、森正が指揮を担当した。未出版。
青ヶ島に伝わる金山の祭文をモチーフに作曲された。架空の神社に奉納される架空の伝統芸能といったシアター・ピースを志向されている。2008年、2人の指揮者と2群の混声合唱のために改訂。この版は同年12月に、作曲者と田中信昭の指揮で東京混声合唱団が初演した。また指揮者は一人でも演奏可能としている。

### 第9番「変幻」
1974年に日本プロ合唱団連合の委嘱により作曲され、田中信昭指揮で初演された。混声合唱、オルガン、2つのハープ、2つのコントラバス、打楽器。テキストは黒田喜夫の同名の詩と、農民一揆についての古文書（出典は三一書房による日本庶民生活史料集成第6巻）である。初演されたきり37年の間再演の機会にめぐまれなかったが、2011年のトウキョウ・カンタートにおいて再演された。未出版ではあるが、作曲者本人の著書「現代音楽の冒険」において楽譜の一部が見られる。作曲者本人は「コンポジションよりむしろオラトリオか、または不特定多数の民の受難曲」と語っている。また規模の大きさは第九ということが意識されている。

### 第10番「オンゴー・オーニ」
1981年、NHK大阪放送局からの委嘱により混声合唱とピアノのために作曲。NHKラジオにて山田一雄指揮、合唱団京都エコー、野島稔ピアノにより放送初演され、第36回文化庁芸術祭ラジオ部門大賞作品となった。全4楽章。カワイ出版より出版されている。
第1楽章は「ねがい」、第2楽章は「おそれ」、第3楽章は「よろこび」、そして第4楽章は「陶酔」を表す。第1,3楽章は伊豆の青ヶ島に伝わる祭文に触発され書かれた、作曲者自身による詩が付けられている。また全篇に渡り、ラップランドの民謡ヨーイクの影響を受けており、言葉で表現する事が必然ではなく、メロディの形によってもまた表現ができる事が示されている。ヨーイクは今作以外にも11番、12番、14番、15番に表れる。

### 第11番
東京混声合唱団の1984年委嘱作品。混声合唱に引鏧（いんきん）とすず（ハンドベル）、および楽琵琶が組み込まれる。初演指揮は岩城宏之。東儀博昭が楽琵琶を担当した。カワイ出版より出版されている。農村における子殺し（間引き）がテーマで、「アエーヤー（口よせ）」「名まえもつかずつゆのいのち」「まんじ（卍）」「はなつみ」の全4楽章。テキストは作曲家による。間引きされることなくこの世を生きている者からの（あの世の者への）呼びかけと、間引かれた子供からの（この世の者への）呼び声を対照させる構成となっている。作曲者は楽譜まえがきにおいて、後者を「持たなかった人生のかわりに、永遠の透明な『いのち』を生きつづけ」ていると考えている。
第1楽章「アエーヤー（口よせ）」は、ppppの引鏧から始まる。SATBそれぞれ最大3パートに分かれ、さらにアルトソロ、テノールソロ、バスソロが加わる。彼らは死んだ子供を呼び寄せようとしている。途中、男声による無声の摩擦音や破擦音が参加する。なお、この楽章を書くにあたって、恐山のイタコの口寄せを参照したという。

### 第12番「はるかなあしたから」
1986年作曲。児童（女声）合唱と弦楽合奏（もしくはリダクションされた4手ピアノ）。詩は作曲者自身の手によるもので、過去現在未来を通した「いのち」がテーマである。
作曲者はこの作品について「この12番では、ミサ曲を書きたいと思いました。特定のどんな宗教のためでもないミサ曲、つまり、あらゆる宗教を信ずるひとのため、そして宗教を信じないひとのためでもあるような、無宗教の、しかし宗教的なミサ曲を書きたいと思いました。」と述べている。
「海の章（プランクトン）」「魚の章（遡上する鮭）」「鯨の章」「ひとの章」「光の章（または時の章）」の全5楽章からなる。初演は1986年に古橋富士雄指揮、東京放送児童合唱団と東京メトロポリタン室内アンサンブルにより行われた。カワイ出版より出版されている。

### 第13番「白い貝の女」
混声合唱と打楽器のために1993年に書かれた。アメリカ・インディアン、ナハボ族の創世神話に基いて間宮が作詞した。同年、樋本英一指揮、東京混声合唱団と加藤訓子によって初演された。全1楽章。前年に国立劇場から委嘱された「白い風ニルチッイ・チガイが通る道」の流れを汲んでいる。楽譜は東京混声合唱団の「東混作曲委嘱支持会」により合唱音楽振興会から出版されたものの非売品であり、一般の入手は困難である。

### 第14番
男声合唱と打楽器。ヘルシンキ大学合唱団(Ylioppilaskunnan Laulajat, YL) の日本ツアーのために、1994年に作曲された。初演指揮者はマッティ・ヒヨッキ。初演団体の特性を踏まえた委嘱時のリクエストから、同じ男声合唱の第3番や第6番よりも多声部かつ広い音域を用いて書かれている。YLから出版されていたが、のちに誤植等を修正した浄書版が全音楽譜出版社から出版された。
仏教に題材を求め「外来語がにほん語の音になってゆく歴史」を描いた作品。「Shingon（真言）」「Kanjô（勧請）」「Kassatzu（合殺）」の3楽章から成る。詞の大部分は真言宗豊山派声明のいくつかの経文からとられていて、サンスクリット語、古代中国語、日本語が用いられている。楽譜はYLにより出版されていたが、不注意なミスプリントが多いとの理由で［2018年版］として誤植が訂正された版が全音楽譜出版社から刊行されている。YL版出版譜巻末に付されたPekka Lehtisaloによる解説に「これらの言語〔上の3つの言語のこと〕は、仏教が、生まれた地であるインドから、中国を経由して日本へと広まっていったことを表している」とある。
第1楽章「真言」は、バリトンを中心にして書かれており、グリッサンドや前打音が随所に用いられている。曲の後半では、バリトンソロが即興的に「毘盧舎那仏（hiroshadafu）」と唱える。出典はサンスクリット語の経典「四智梵語」。
第2楽章「勧請」は、ほとんどがフォルテ以上で演奏される激しい曲である。全般的にホモフォニックであるが、バリトンソロが登場すると、各パートが次々に叫び出す。出典は漢語の経典「五悔」。中間のアンダンテ部分は岩手県毛越寺の延年・唐拍子の変形された引用。
第3楽章「合殺」は、瞑想を表したものであり、前楽章とは対照的に、静かで厳かな雰囲気を持つ。テノールによる高音域のグリッサンドが特徴的である。日本語化したサンスクリット語の3つの単語が歌詞を構成している。

### 第15番「空がおれのゆくところへついてくる」
児童合唱、打楽器、ピアノ。2002年に東京放送児童合唱団の委嘱により作曲された。初演時は籾山真紀子が指揮、岩波佳代子がピアノを担当した。本来は児童合唱のためのものであるが、後述の17番初演時には「おじさん、おばさんが歌ってもいいことにした」と作曲者自らの公認を得て変声後の合唱の編成でも歌われた。全音楽譜出版社により出版されている。
1曲目「空が」はアメリカ・インディアンのチッペワ族、2曲目「火の神の誕生」は古代アルメニア、3曲目「きいろい蝶たち」はアメリカ・インディアンのホピ族の口承詩が元になっている。3曲目のみ、ピアノ伴奏が加わる。1,3曲目の訳詞は金関寿夫、2曲目の訳詞は作曲者本人。

### 第16番
無伴奏混声合唱曲。2004年に東京混声合唱団の委嘱により作曲された。田中信昭指揮により初演。全音楽譜出版社により出版されている。「うばらまい」「草の葉には」の全2曲構成。
第1楽章「うばらまい（姥婆等舞）」は、青ヶ島に伝わる巫女神楽「祭文」の伝承をもとに、自由に作り出されたもの。「遠い異次元からの声」と注記されたアルトソロ、「ピカピカに、かん高く」などと記されたソプラノソロなどに見られるように、終始、呪術的な世界が展開される。
第2楽章のテキストは、詩人木島始の同名の四行詩（詩集『われたまご』による）と、いくつかのハヤシコトバから成り、「第1楽章のはしゃぎを鎮める」（作曲家による、楽譜の前書き）のを目的としている。おおむね、線的な書法で書かれており、曲の最後では16声部によるポリフォニーが行われる。

### 第17番
無伴奏混声合唱。「創る会」の委嘱により2007年8月12日に田中信昭の指揮により初演された。菅江真澄が書き残した民謡詞華集「ひなのひとふし」と、旅日記の文章を基にした、七戸・宇曾利・牡鹿という東北の地名がタイトルの全3楽章構成。青森の田植唄、宮城の麦搗唄を素材としている。2楽章に木橦を必要とする。全音楽譜出版社により出版されている。

### 男声合唱曲「居処」
「居処」は、兵庫県加東市の上鴨川住吉神社神事舞と、静岡県焼津市（旧大井川町）の藤守大井八幡宮に伝わる田植神事を素材とした男声合唱曲。マーキュリー・グリークラブの委嘱により作曲され、当初は「コンポジション第18番」として、菅江真澄「ひなのひとふし」や「田植草紙」などを素材とした作品として構想されていたが、1楽章となる「居処」が完成したのみで2024年の作曲者の死により未完となった。2012年7月16日の同団第12回定期演奏会で田中信昭の指揮により初演された。楽譜は2025年7月15日に全音楽譜出版社により出版された。
楽器の鈴を必要とし、歌手による足踏みの指定もある。作曲者のノートには、2019年に新たな構成での「第18番」の構想（「遠野」「真言声明」「ナオハイ節」3曲）が記されているため、「居処』は単独の作品になったものと推測される。

## 合唱のためのエチュード
1982年、ブルガリアを訪れた間宮は、現地の民族発声を用いる少女合唱団の演奏会を聴いた。作曲家は、コンサートの前に行われた発声練習も聴いており、「いちばん興味をひかれた」（楽譜の前書き）と書いている。これを機に、西洋の声楽作品とは異なる声を求められる「合唱のためのコンポジション」に取り組むための作品を書くことを考え、1983年から1999年にかけて8曲を作曲した。1曲目と2曲目は間宮指揮、日本合唱協会によって、3曲目と4曲目は同じく間宮指揮で、横浜女声合唱団によって初演された。5曲目から8曲目までは、音楽之友社企画によるCD『21世紀の合唱名曲選』のために、同社から委嘱出版されたものである。桑原妙子とマルベリー・クワイアによって録音された。2015年12月に2曲を新たに作曲し全10曲となった。
声明、日本の伝統音楽のほか、アイヌ、スカンディナヴィアのサーミ族、ハンガリー、中央アフリカに伝わる民族音楽が作曲の素材として採用されている。「Etude VI furyu 風流」にはタンバリン、「Etude VII rhythm and shōga リズム エチュード・《唱歌》」には太鼓のパートがある。